# Drachenbronn-Birlenbach
Drachenbronn-Birlenbach è un comune francese di 602 abitanti situato nel dipartimento del Basso Reno nella regione del Grand Est. Il  paese è attraversato dalla Linea Maginot.

## Società

### Evoluzione demografica
Abitanti censiti

## Araldica

stemma di Drachenbronn
stemma di Birlenbach